# Helene Noack
Helene Noack (* 9. August 1837 in Dresden; † 8. Januar 1913 ebenda) war eine deutsche Malerin.

## Leben
Helene Noack wurde 1837 in Dresden geboren. Sie war von 1867 bis 1912 Mitglied des Vereins der Berliner Künstlerinnen. Sie war auf zahlreichen Ausstellungen in Berlin, Dresden, Bremen, Kassel und in Österreich vertreten. Zu ihren Schülerinnen gehörten u. a. Doris am Ende, Helene Schurig und Emily Lengnick. Im Jahr 1908 war sie als Gast mit einem Werk an der Ausstellung der Gruppe Dresdner Künstlerinnen in der Galerie Arnold vertreten. Helene Noack dürfte für die Künstlerinnen in Dresden einen gewissen Pionier- und Vorbildcharakter eingenommen haben.

## Ausstellungen
In Dresden stellte sie regelmäßig im Sächsischen Kunstverein aus.
- 1867: Verein der Berliner Künstlerinnen
- 1871: Verein der Berliner Künstlerinnen
- 1872: Kunstverein Bremen
- 1875: Verein der Berliner Künstlerinnen
- 1878: Kunstverein Bremen
- 1882: Kunstverein Kassel
- 1882: Kunstverein Bremen
- 1890: Kunstverein Bremen
- 1901: Verein der Berliner Künstlerinnen
- 1908: Galerie Arnold, Dresden, Gruppe Dresdner Künstlerinnen
- 1912: Ausstellung „Frauenkunst“ in Dresden[3]

## Werk
Helene Noack wurde in erster Linie als Blumenmalerin bekannt. Sie betätigte sich auch in der Genremalerei und schuf Stillleben.